# Jac in production
Jac in production（ジャック・イン・プロダクション）は日本の芸能事務所。主に声優のマネージメントを行っている。旧名はソフトリンクプロダクション。

## 概要
有限会社ソフトリンクの声優マネージメント部門として設立。2011年（平成23年）4月1日よりHCC株式会社の運営になる為、Jac in productionに改名。

## 所属声優

### 男性
- 数野崇広
- 出村貴

### 女性
- 伊藤麻衣
- 小泉優香
- 小山瞳
- 近藤みずき
- 斎藤綾子
- 森結花

### 準所属
| - 河端悠平 - 柴田佳之 - 上甲健史 - 西村嘉 - 堀江秀一 - 山本諭 | - 杉本奈央 - 長明日香 - 根本菜都美 - 堀田あすか |

### 預かり
| - 植木伸彦 - 田中哲 - 恒松崇 - 中島章次 - 萩原一樹 | - 和泉早希 - 倉谷佳那 - 古閑千晶 - 佐藤美生 - 白崎楓香 - 田和祐歌 - 丹野彩香 - 中野亜寿華 - ふるたかなこ - 南川麻緒 - 宮本知佳 - 山口理紗 |

## かつて所属していた主な声優
- 石黒史剛（現所属：ケンユウオフィス）
- 川原元幸（現所属：ベストポジション）
- 坂井俊文
- 荘司美代子（在籍中に死去）
- 須田勝也
- 寺崎彩乃（現芸名：彩崎いろは）
- 信澤三惠子
- 藤本葵
- 松本ヨシロウ（現所属：ハニカムエンターテイメント）
- 水谷ケイコ